# 常総市立絹西小学校
常総市立絹西小学校（じょうそうしりつ けんせいしょうがっこう）は、茨城県常総市坂手町にある公立小学校。

## 教育目標
「明るく生き生き学ぶ子どもの育成」を教育目標に掲げている。

## 沿革
前史
- 明治5年5月16日（1872年6月21日） - 坂手村に坂手小学校が開校[3]。
- 1876年（明治9年）5月1日 - 内守谷村に内守谷小学校が開校[3]。
- 1887年（明治20年）3月 - 坂手小学校と内守谷小学校が統合し、坂手尋常小学校となる[3]。
- 1889年（明治22年）8月 - 坂手尋常小学校および内守谷尋常小学校に分離[3]。

絹西小学校
- 1957年（昭和32年）12月26日 - 第1期工事に着手[4]。
- 1958年（昭和33年）
  - 4月1日 - 坂手小学校および内守谷小学校を統合し、「水海道市立絹西小学校」として開校[3]。校舎未完成につき従前の校舎を坂手教場、内守谷教場として授業実施[3]。
  - 4月23日 - 平屋校舎2棟を落成し、第1期工事が完了[4][3]。
  - 5月17日 - 坂手教場の6年生および内守谷教場の4・5・6年生を新校舎へ収容。この日を創立記念日に制定[3]。
- 1959年（昭和34年）
  - 3月31日 - 2階建て校舎を落成し、第2期工事が完了[3][5]。
  - 4月6日 - 両教場の全児童を新校舎へ収容[3]。
  - 9月30日 - 平屋建て校舎1棟を落成し、第3期工事が完了[6][7]。
- 1964年（昭和39年）4月1日 - 特殊学級（現在の特別支援学級）を開設[8]。
- 1966年（昭和41年）10月1日 - 運動場を拡張[3]。
- 2006年（平成18年）1月1日 - 市町合併により、「常総市立絹西小学校」に改称[3]。

## 学区
学区は以下の通り。
坂手町、内守谷町地区

## 進学先の中学校
- 常総市立水海道西中学校[9]

## 交通アクセス
- 関東鉄道常総線小絹駅下車、徒歩約57分